# Ronde van Servië
De Ronde van Servië (Servisch: Трка кроз Србију, Trka kroz Srbiju) is een meerdaagse wielerwedstrijd die elk jaar in juni in Servië wordt verreden. De eerste editie vond plaats in 1939 en werd gewonnen door de Joegoslaaf August Prosenik. Sinds 2005 maakt de koers deel uit van de UCI Europe Tour met een classificatie van 2.2.
De Joegoslaaf Mikoš Rnjaković is met vier eindoverwinningen recordwinnaar. Er zijn nog geen Belgische of Nederlandse winnaars.

## Lijst van winnaars

### Meervoudige winnaars
| Overwinningen | Renner          | Land        | Jaren                     |
| ------------- | --------------- | ----------- | ------------------------- |
| 4             | Mikoš Rnjaković | Joegoslavië | 1985 + 1990 + 1991 + 1996 |
| 3             | Jože Valenčić   | Joegoslavië | 1964 + 1974 + 1976        |
| 3             | Drago Frelih    | Joegoslavië | 1977 + 1978 + 1980        |
| 2             | Radoš Čubrić    | Joegoslavië | 1965 + 1970               |
| 2             | Cvitko Bilić    | Joegoslavië | 1971 + 1973               |
| 2             | Rajko Čubrić    | Joegoslavië | 1987 + 1988               |
| 2             | Saša Gajičić    | Joegoslavië | 1997 + 2001               |
| 2             | Matija Kvasina  | Kroatië     | 2005 + 2008               |
| 2             | Ivan Stević     | Servië      | 2011 + 2013               |

### Overwinningen per land
| Overwinningen | Land                                                                                                   |
| ------------- | --- |
| 30            | Joegoslavië                                                                                            |
| 5             | Tsjechië                                                                                               |
| 3             | Italië, Polen, Rusland, Slovenië                                                                       |
| 2             | Kroatië, Servië, Slowakije                                                                             |
| 1             | Argentinië, Bulgarije, Duitsland, Eritrea, Finland, Frankrijk, Griekenland, Nederland, Japan, Oekraïne |

1939 · 
1940 · 
1941–1962 · 
1963 · 
1964 · 
1965 · 
1966 · 
1967 · 
1968 · 
1969 · 
1970 · 
1971 · 
1972 · 
1973 · 
1974 · 
1975 · 
1976 · 
1977 · 
1978 · 
1979 · 
1980 · 
1981 · 
1982 · 
1983 · 
1984 · 
1985 · 
1986 · 
1987 · 
1988 · 
1989 · 
1990 · 
1991 · 
1992 · 
1993 · 
1994 · 
1995 · 
1996 · 
1998 · 
1999 · 
2000 · 
2001 · 
2002 · 
2003 · 
2004 · 
2005 · 
2006 · 
2007 · 
2008 · 
2009 · 
2010 · 
2011 · 
2012 · 
2013 ·
2014 · 
2015 · 
2016 · 
2017 · 
2018 · 
2019 · 
2020 · 
2021 · 
2022 · 
2023–2024 ·